# Bradysia pedisequa
Bradysia pedisequa är en tvåvingeart som först beskrevs av Jean-Jacques Kieffer 1919.  Bradysia pedisequa ingår i släktet Bradysia och familjen sorgmyggor.
Artens utbredningsområde är Algeriet. Inga underarter finns listade i Catalogue of Life.